# Groß Zieschter Dorfstraße 2

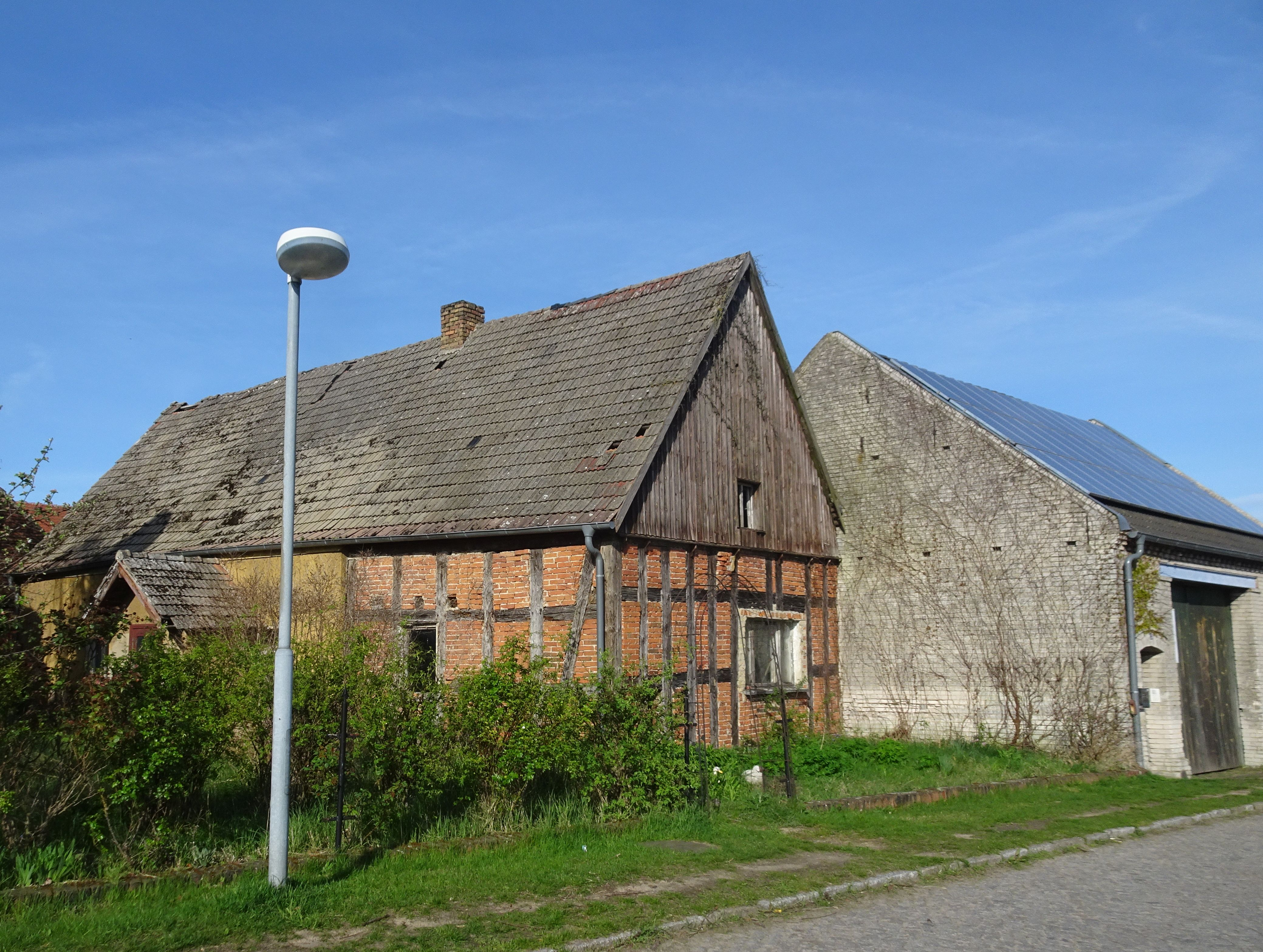
Groß Zieschter Dorfstraße 2, Wohnhaus und Torhaus

Der Bauernhof Groß Zieschter Dorfstraße 2 im Ortsteil Groß Ziescht der Stadt Baruth/Mark steht seit 2019 unter Denkmalschutz. Untersuchungen im Jahr 2023 ergaben, dass das Wohnhaus des Hofes bereits aus dem 17. Jahrhundert stammt und damit wahrscheinlich das älteste Bauernhaus Brandenburgs ist.

## Geschichte
Das Bauernhaus in Groß Ziescht, Bestandteil eines Vierseithofs aus Wohnhaus, zwei Stallgebäuden, einer Scheune und einem Torhaus, wurde bei einer Begutachtung 2019 zunächst in das späte 18. Jahrhundert datiert. Im Oktober 2023 teilte der Landkreis Teltow-Fläming mit, dass der Fachwerkbau neuen Untersuchungen zufolge bereits etwa aus dem Jahr 1618 stamme. Für diese Erkenntnis wurde das Alter einzelner Bauteile mittels 23 dendrochronologischer Proben bestimmt und die jeweiligen Bauphasen kartiert. Laut Landesamt für Denkmalpflege gibt es im Land Brandenburg kein weiteres annähernd so altes erhaltenes Bauernhaus.
Die aktuellen Forschungsergebnisse werden berücksichtigt, um zukünftige Pläne für den Umgang mit der wertvollen Substanz des Gebäudes zu erarbeiten. Der Landkreis teilte mit, dass die Eigentümer den Wunsch haben, das Gebäude weiterhin für Wohnzwecke zu nutzen.